# Kanton Istres-Sud
Kanton Istres-Sud is een voormalig kanton van het Franse departement Bouches-du-Rhône. Het kanton maakte deel uit van het arrondissement Istres. Het werd opgeheven bij decreet van 27 februari 2014, met uitwerking op 22 maart 2015.

## Gemeenten
Het kanton Istres-Sud omvatte de volgende gemeenten:
- Fos-sur-Mer
- Istres (deels, hoofdplaats)
- Saint-Mitre-les-Remparts